# Wilhelm Bornemann (jurist)
Friedrich Wilhelm Ludwig Bornemann, född 28 mars 1798 i Berlin, död där 28 januari 1864, var en tysk jurist och politiker; son till Johann Wilhelm Jakob Bornemann.
Bornemann blev 1844 direktör i det preussiska justitieministeriet, var 1848 (mars–juni) justitieminister och blev samma år andre president i övertribunalet. År 1849 invaldes han i första kammaren, där han anslöt sig till vänstra centern, och blev 1860 ledamot av herrehuset som kronsyndikus.
Bornemanns viktigaste arbete, Systematische Darstellung des preußische Civilrechts (sex band, 1833–39; andra upplagan 1842–45) lade grunden till en vetenskaplig behandling av den preussiska privaträtten.